# Jean-Paul Brigger
Jean-Paul Brigger (Sankt Niklaus, 14 dicembre 1957) è un allenatore di calcio ed ex calciatore svizzero, di ruolo attaccante.

## Palmarès

### Giocatore

#### Club
- Campionato svizzero: 2

Servette: 1984-1985
Sion: 1991-1992
- Coppa Svizzera: 5

Sion: 1979-1980, 1981–1982, 1985–1986, 1990–1991
Servette: 1983–1984

#### Individuale
- Capocannoniere della Lega Nazionale A: 1

1982-1983 (23 gol)
- Calciatore svizzero dell'anno: 1

1992